# Sokol Kushta
Sokol Kushta (8 de Maio de 1964, Albânia) é um ex-futebolista que jogava pela posição de atacante, passando por clubes como Flamurtari Vlorë e Partizani Tiranë na Albânia, e no exterior pelo Olympiakos Nicósia e Ethnikos Achna do Chipre e Apollon Kalamarias e Iraklis Thessaloniki da Grécia .